# Становништво (часопис)
Становништво је научни часопис који излази од 1963. године и бави се проучавањем становништва у Србији и региону. Издавач је Центар за демографска истраживања Института друштвених наука, а од 1990. године суиздавач је Друштво демографа Србије.

## Оснивање часописа
Часопис почиње да излази марта 1963. године у Београду, као гласило Центра за демографска истраживања у саставу Института друштвених наука. Године 1990. се придружује као суиздавач Друштво демографа Југославије, а од 2003, тј. након престанка његовог постојања, суиздавач постаје Друштво демографа Србије.

### Историјат
На састанку југословенских демографа одржаном 6. јануара 1962. године, а касније на састанку Редакционог одбора и Научног савета разматрало се оснивање часописа Становништво, који би имао за циљ окупљање и сарадњу свих југословенских демографа независно у коме су делу земље или у којим институцијама су они запослени.

## Циљ часописа
Часопис има за циљ да:
- Објављује истраживачке радове и пратеће материјале из низа дисциплина које се баве проучавањем становништва, укључујући оне из области друштвених наука, природних наука, статистике и географије;
- Доприноси ширењу релевантних демографских знања међу истраживачима других научних дисциплина;
- Омогућује својеврстан форум за све који се баве проучавањем становништва у региону бивше Југославије и суседних земаља, укључујући истраживаче, професоре, студенте, статистичке заводе.

## Начин излажења и промене
Часопис је излазио четири пута годишње до 2005. године, а од 2006. године излази два пута годишње. У току досадашњег излажења часопис је променио уредника и штампара:

### Уредници
- Од оснивања 1963. до броја 4, 1966. године, Милош Мацура
- Од броја 4, 1966. до 1985. Душан Брезник
- Од броја 1/4, 1986. до 1988. Милош Мацура
- Од броја 1/4, 1989, 1/2,1990. до броја 3/4, 1990-1/2, 1991. Миладин Ковачевић (в.д.)
- Од броја 3/4, 1991. до броја 1/2, 1996. Миладин Ковачевић и Горан Пенев
- Од броја 3/4, 1996. до 2010. Мирјана Рашевић
- Од броја 1, 2011. Владимир Никитовић

### Штампарије
- Од бр. 1 (1963) Издавачко предузеће „Култура“, Београд, Македонска 4
- Од бр. 1/2 (1968) Издавачко предузеће, Бор
- Од бр. 3/4 (1968) Радиша Тимотић, Београд
- Од бр. 1/4 (1978) Просвета, Београд
- Од бр. 1/4 (1979/81) Републички завод за статистику СР Србије
- Од бр. 1/4 (1995) Институт друштвених наука, Београд
- Од бр. 1/4 (2001) Службени гласник, Београд
- Од бр. 1/4 (2003) Гласник, Београд
- Од бр. 1/4 (2005) Светлост, Чачак
- Од бр. 1 (2016) Технолошко-металуршки факултет Универзитета у Београду

## Теме
- Демографске појаве
- Састав становништва
- Миграцијe становништва
- Пројекције становништва
- Популациона политика
- Статистика
- Географија становништва
- Насеља

## Електронско издање часописа
Часопис Становништво излази и у електронском облику (еISSN:2217-3986). Становништво је часопис у отвореном приступу (Open Access), што значи да је целокупан сарджај слободно доступан без накнаде свим корисницима и институцијама. Корисницима је дозвољено да читају, преузимају, копирају, размењују, штампају, претражују или линкују пун текст чланака у овом часопису без претходног тражења посебне дозволе. Радови у часопису објављују се на енглеском и на српском језику. Осим у штампаном издању, сви радови у онлајн издању налазе се у отвореном приступу.

## Реферисање у базама података
- doiSerbia[4]
- DOAJ - Directory of Open Access Journals[5]
- Scopus
- EBSCO Publishing
- CEEOL - Central and European Online Library[6]